# Computer History Museum

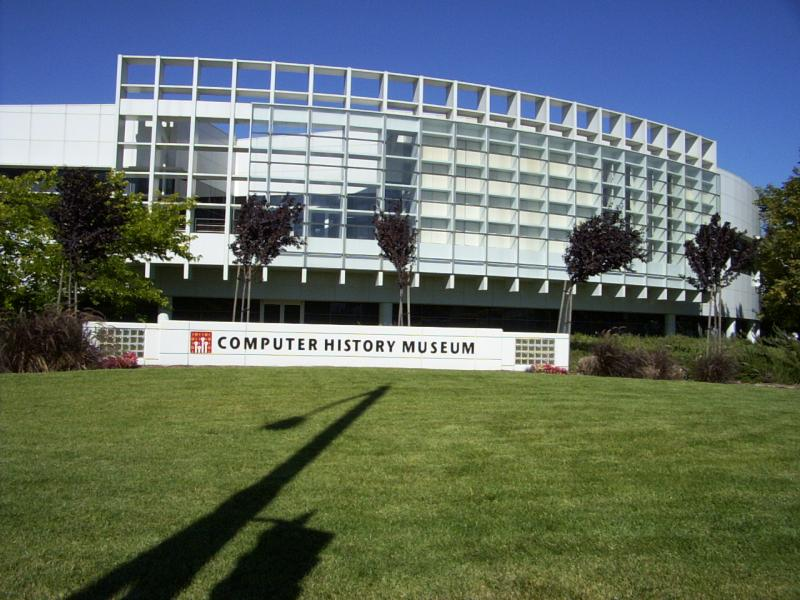
Gebäude des CHM in Mountain View

Das Computer History Museum ist ein 1996 gegründetes Museum in Mountain View im Santa Clara County im US-Bundesstaat Kalifornien, das sich der Bewahrung und Darstellung der IT-Geschichte widmet. Es beherbergt eine der weltweit größten Sammlungen an Computern.

## Geschichte
Gordon Bell gründete 1979 mit finanzieller Unterstützung durch DEC das Digital Computer Museum. Im September 1979 wurde in Camden das Museum eröffnet.
1983 wurde der Name in The Computer Museum geändert und ein Umzug nach Boston geplant. Zum 13. November 1984 bezog das Museum ein ehemaliges Lagerhaus, das gemeinsam mit dem The Children’s Museum of Boston genutzt wurde. Die Abkürzung TCM wurde für beide Institutionen gemeinsam geprägt.
The Computer Museum History Center wurde 1996 als Außenstelle in Mountain View im Silicon Valley gegründet und die Baracken des ehemaligen Möbellagers des Marinestützpunkts Moffett Field dienten als erster Standort. Als Arbeitsauftrag galt das Sammeln von Artefakten und Geschichtsdaten vor Ort für das Museum.
Das Computermuseum in Boston wurde 1999 geschlossen und das Children’s Museum übernahm die Räumlichkeiten. Die dort verbliebenen Ausstellungsstücke übernahm das Science Museum in Boston.
Mit Ausnahme einer Vielzahl von Ausstellungsstücken um die Robotersammlung übergab das Science Museum im Jahr 2000 seine Computersammlung an das Computer Museum History Center. Sie wurde übergangsweise in einem  großen Luftschiffhangar des Moffett Airfield gelagert.
2001 wurde der Name auf Computer History Museum (CHM) geändert.
Durch Spenden konnte im Jahr 2002 das ehemalige Verwaltungsgebäude von SGI erworben werden. Im Juni 2003 wurde der Betrieb im neuen Gebäude mit einer provisorischen Ausstellung aufgenommen. Aus Platzgründen konnten dort nur wenige Prozent des gesamten Fundus gezeigt werden; der Rest wurde in Lagerhäusern in der Umgebung eingelagert.
Nach einer 19 Millionen Dollar teuren und zwei Jahre dauernden Renovierung konnte das Museum mit der erweiterten Dauerausstellung Revolution: The First 2000 Years of Computing im Jahr 2011 wiedereröffnet werden.
Etwa im Jahr 2010 begann das Museum mit der Archivierung von Quelltext wichtiger Software, beginnend mit MacPaint 1.3, bestehend aus Assembler und Pascal-Code, welcher von Apple Inc. freigegeben wurde. 2012 folgte der Quelltext der Programmiersprache APL. Im Februar 2013 stiftete Adobe Inc. den Photoshop-1.0.1-Quelltext für die Sammlung, im November 2013 die Apple Inc. den Apple-DOS-Quelltext des Apple II. Am 25. März 2014 folgten MS-DOS 1.1, MS-DOS 2.0 sowie Word for Windows 1.1a, gestiftet durch Microsoft. Am 21. Oktober 2014 folgte der Xerox-Alto-Quelltext und andere Ressourcen.

## Sammlung
Die Sammlung umfasst ungefähr 90.000 Objekte, Filme und Fotografien, sowie eine Vielzahl von Dokumenten und digitalen Daten.
Zu den Ausstellungsstücken zählen Raritäten wie der 1970 erbaute Mulby M der Firma Krantz Computer, der Apple I, der Cray-1, der Cray-2, der Cray-3 und der originale Utah Teapot, der Martin Newell als Vorbild für sein 3D-Modell diente, das auch heute noch ein Standard-Referenz-Modell für Computergrafik ist.

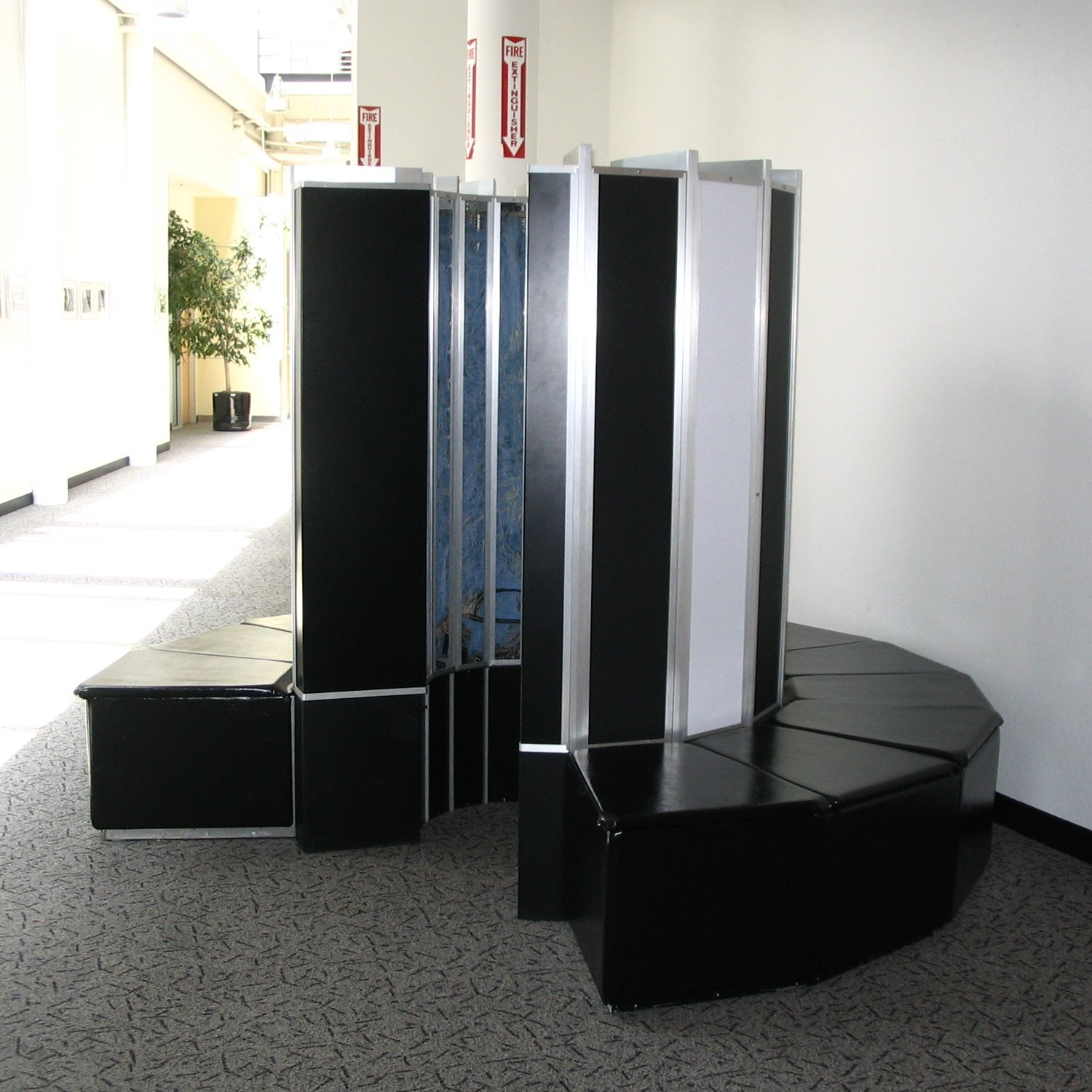
Cray-1
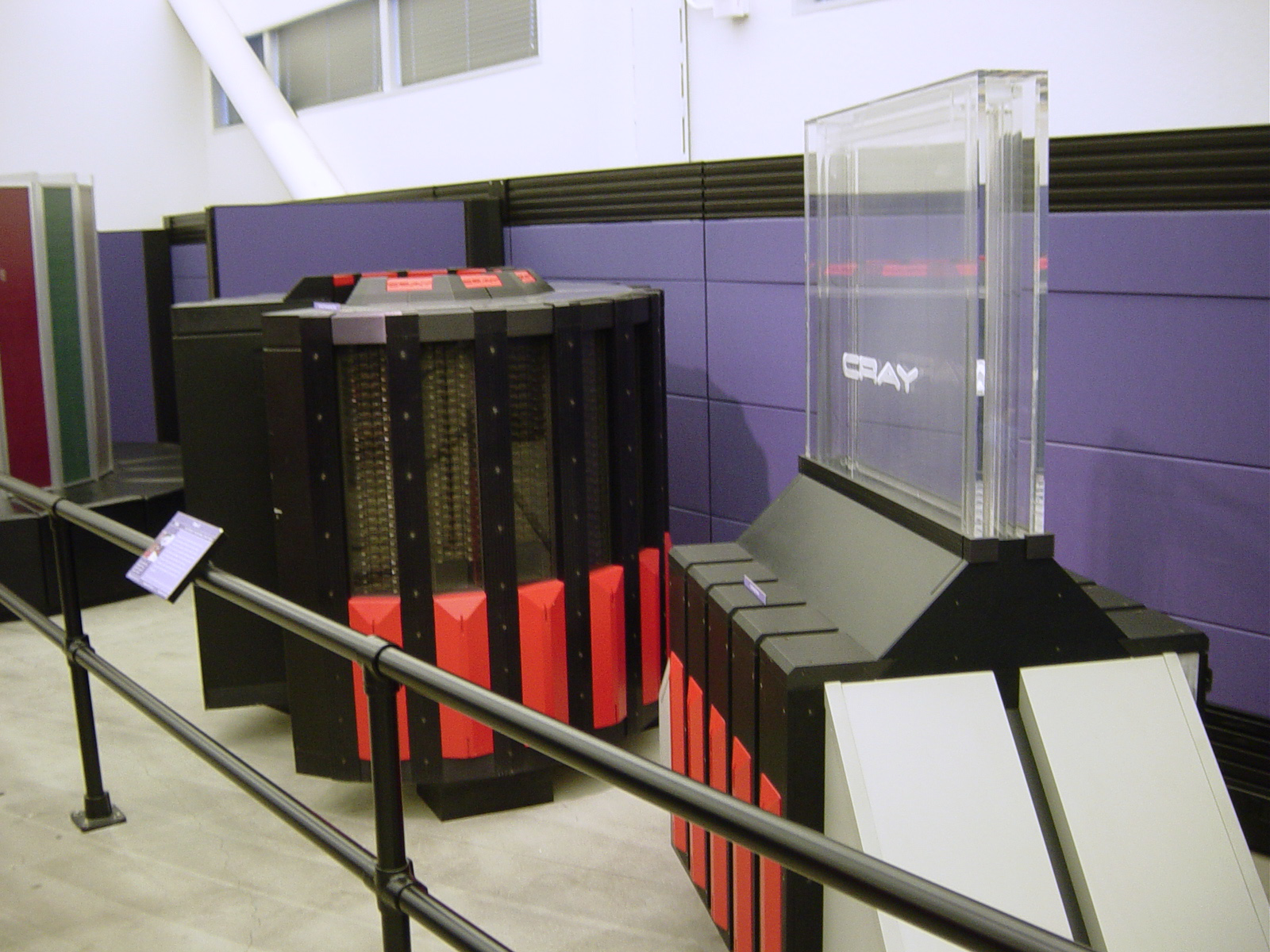
Cray-2
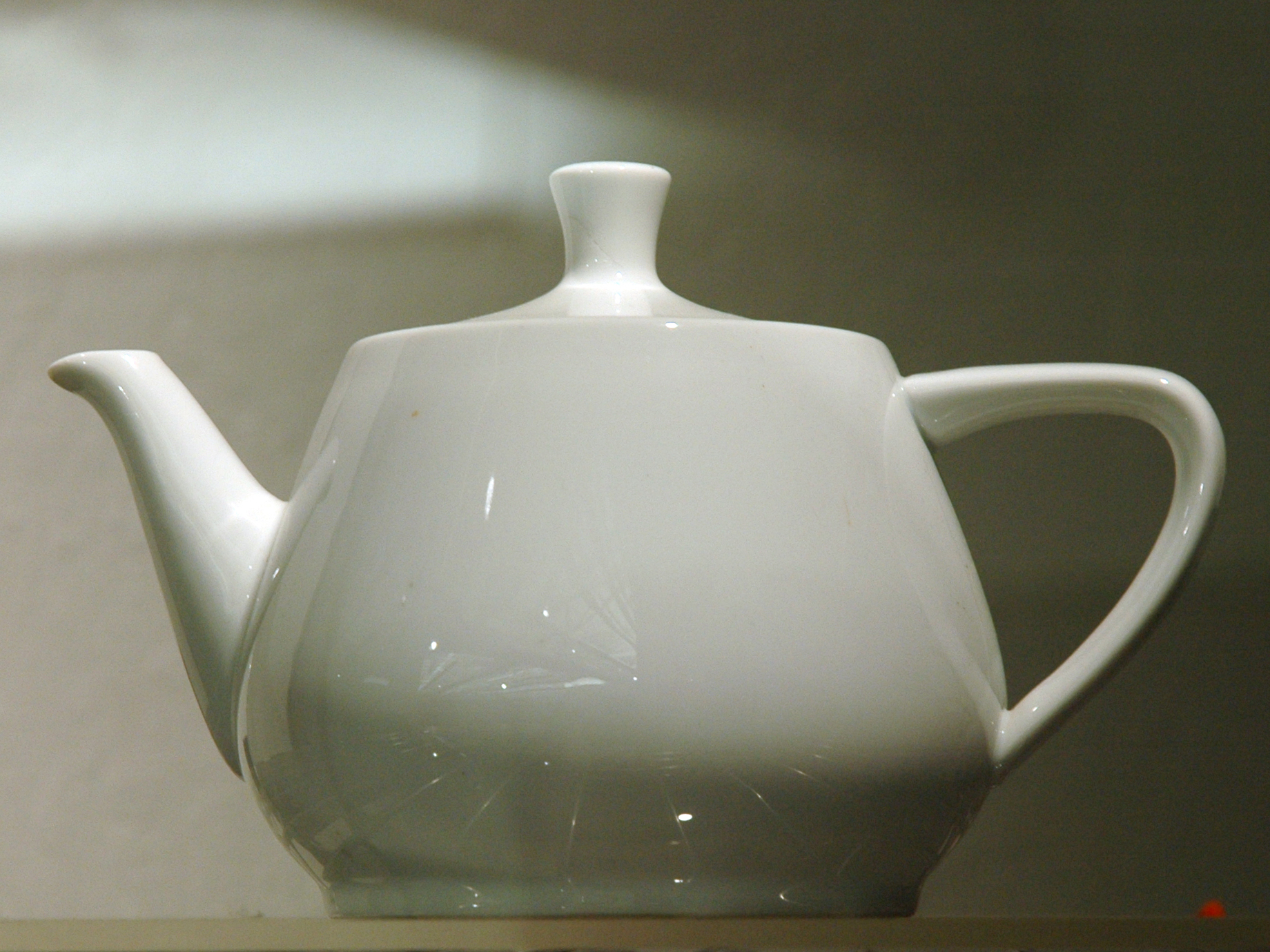
Utah teapot
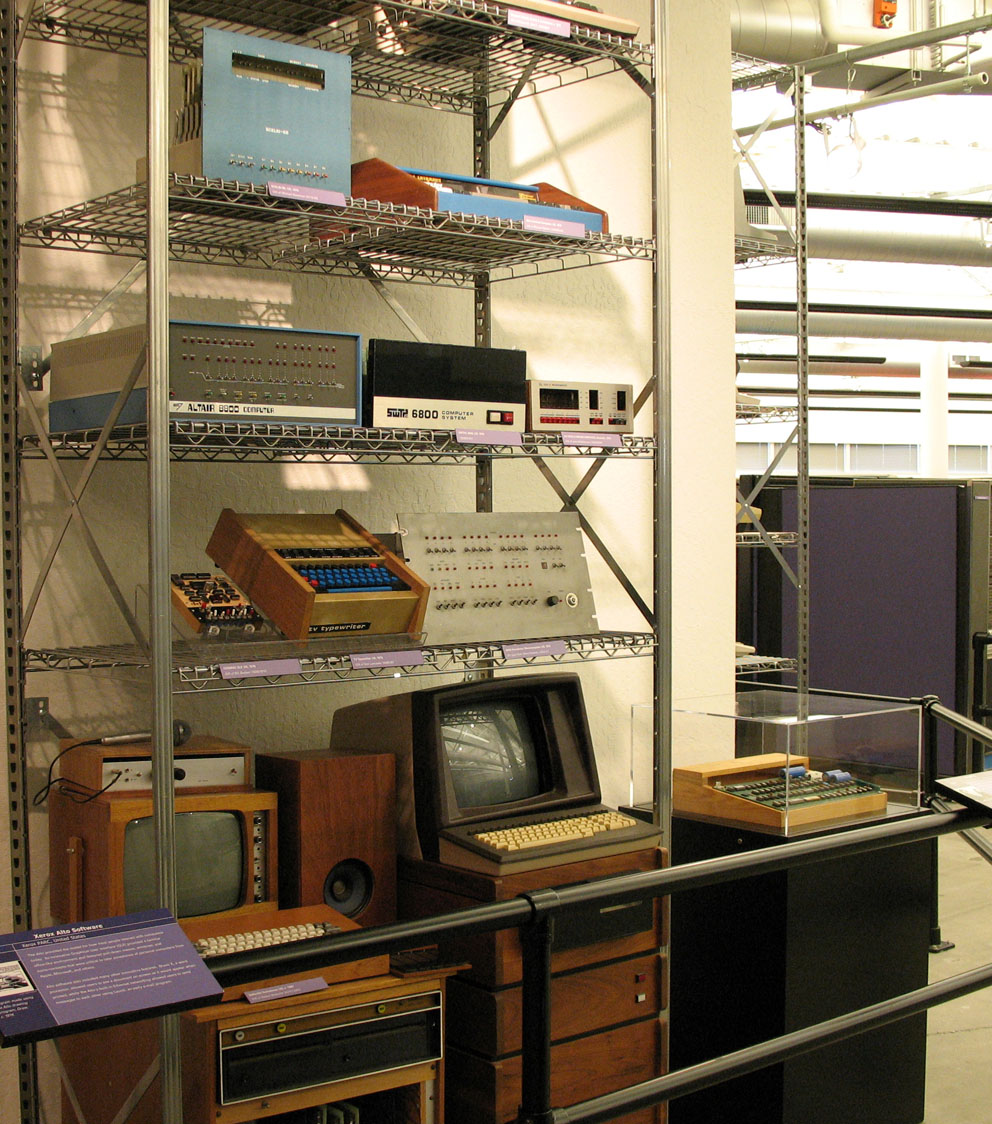
Diverse Computer aus den 1970ern und 1980ern, u. a. Altair 8800, Apple I und Lilith

Das in Deutschland beheimatete Heinz Nixdorf MuseumsForum warb genauso wie das Computer History Museum damit, das größte Computermuseum der Welt zu sein.
Im Vergleich zum Heinz Nixdorf MuseumsForum, das über eine Dauerausstellungsfläche von 6000 Quadratmetern verfügt, stellt das Computer History Museum seine Exponate auf einer wesentlich kleineren Fläche von 2300 Quadratmetern aus. Bei der Zahl der Exponate liegt das deutsche Museum allerdings deutlich hinter dem amerikanischen zurück.

## Computer History Museum Fellow Award
Seit 1987 vergibt das Museum den Computer History Museum Fellow Award. Die Preisträger sind Menschen, die bedeutende Beiträge zur Weiterentwicklung der Computertechnologie geleistet haben. In jedem Jahr werden von der Öffentlichkeit Vorschläge für mögliche Kandidaten entgegengenommen. Dadurch soll gewährleistet werden, dass die verschiedensten Leistungen für die Auszeichnung berücksichtigt werden können. Die endgültige Auswahl trifft ein Gremium aus Historikern, Wissenschaftlern, Vertretern der Industrie sowie Museumsmitarbeitern und früheren Preisträgern. Die erste Preisträgerin war die Computerpionierin Grace Murray Hopper. Zu den weiteren Preisträgern zählen unter anderen Konrad Zuse, der Erfinder des ersten Computers, Steve Wozniak, der den Apple I baute, und Linus Torvalds, der den Linux-Kernel schrieb.